# Aree naturali protette della Puglia
Le aree naturali protette della Puglia si estendono in totale per 245.154,33 ettari, di cui il 75,8% rappresentato da parchi nazionali (parco nazionale del Gargano e parco nazionale dell'Alta Murgia) e l'8,3% da aree naturali e riserve naturali marine.
Le provincie che presentano la più alta percentuale di territorio soggetta a protezione sono quella di Foggia (51,5%) e di Bari (27,7%).

## Aree protette riconosciute

### Aree protette della Provincia di Foggia

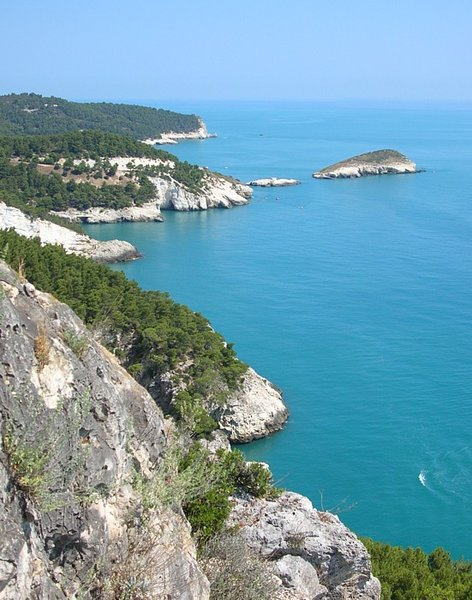
Parco nazionale del Gargano

Parco nazionale del Garganoè stato istituito con l'articolo 34 della legge 6 dicembre 1991 n. 394. Si estende per 118.144 ettari (una delle aree protette più estese). Fanno parte del parco le quattro isole Tremiti (riserva marina). Al suo interno si incontrano i paesaggi più diversi: dalle più di 2200 specie botaniche, alle fitte ed estese foreste, dalle alte falesie sul mare ai grandi altopiani carsici, dalle gole ripide e boscose ai grandi laghi costieri. Le più importanti formazioni vegetali che si possono incontrare sono la faggeta e la cerreta. Il parco ha una ricca presenza faunistica. Si va dalle ben 170 specie di uccelli, ai rapaci quali: la poiana comune, il gheppio, lo sparviero, il falco pellegrino, il gufo reale, il gufo comune, il barbagianni, l'allocco e l'assiolo.
Parco naturale regionale Bosco Incoronataistituito con legge regionale n.19 del 19 maggio 2006 si estende per circa mille ettari nel Tavoliere delle Puglie a 12 km da Foggia. Al suo interno si trova il Sito di Importanza Comunitaria proposto (pSIC) denominato “Valle del Cervaro - Bosco dell'Incoronata" e situato nella bassa valle del Cervaro.

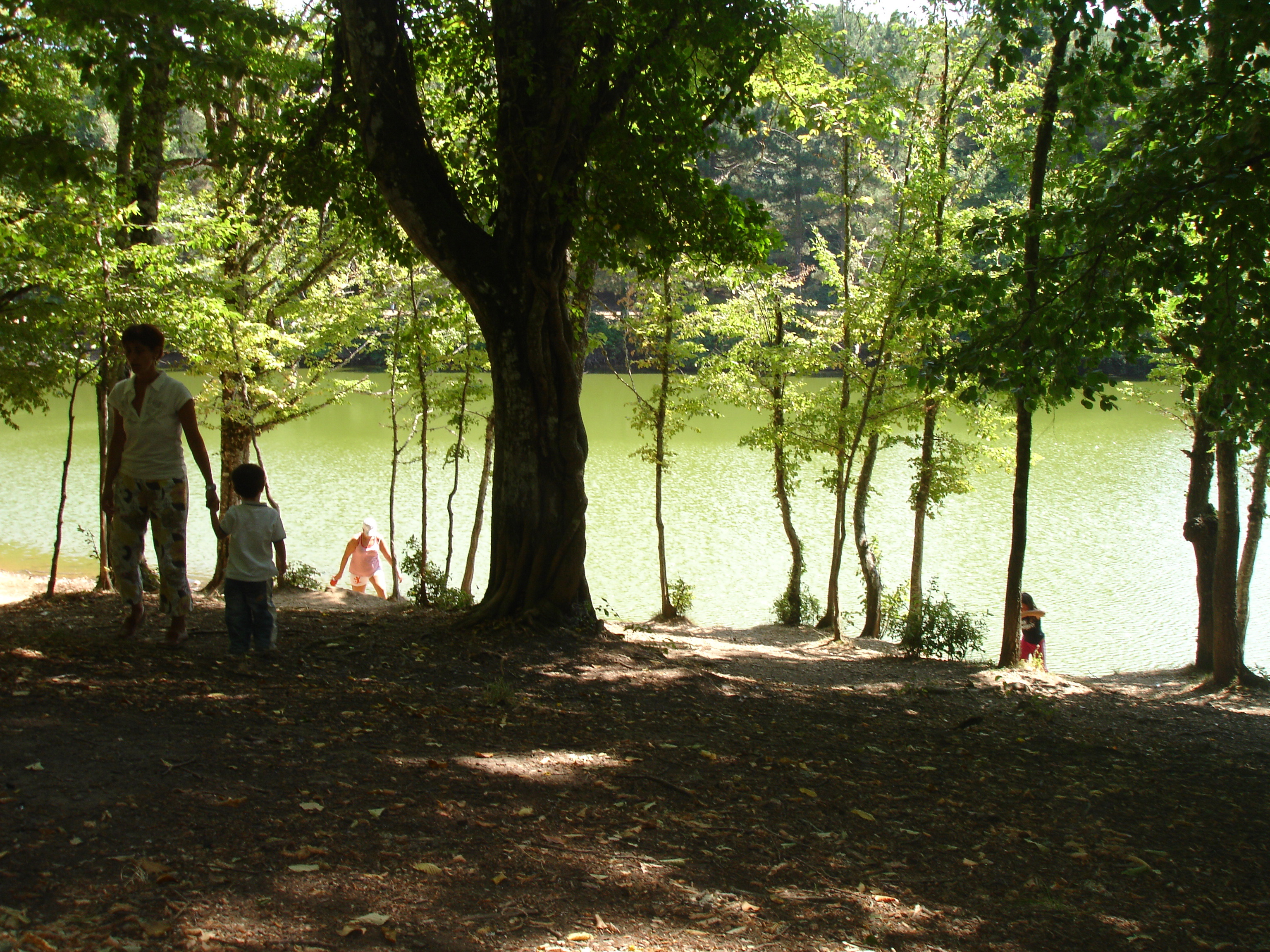
Laghetto della Riserva naturale Foresta Umbra

Altre riserve della provincia di Foggia
- Riserva naturale Falascone
- Riserva naturale Foresta Umbra
- Riserva naturale Il Monte
- Riserva naturale Ischitella e Carpino
- Riserva naturale Isola di Varano
- Riserva naturale Lago di Lesina
- Riserva naturale Lago Salso
- Riserva naturale Masseria Combattenti
- Riserva naturale Monte Barone
- Riserva naturale Palude di Frattarolo
- Riserva naturale Sfilzi

### Aree protette della città metropolitana di Bari

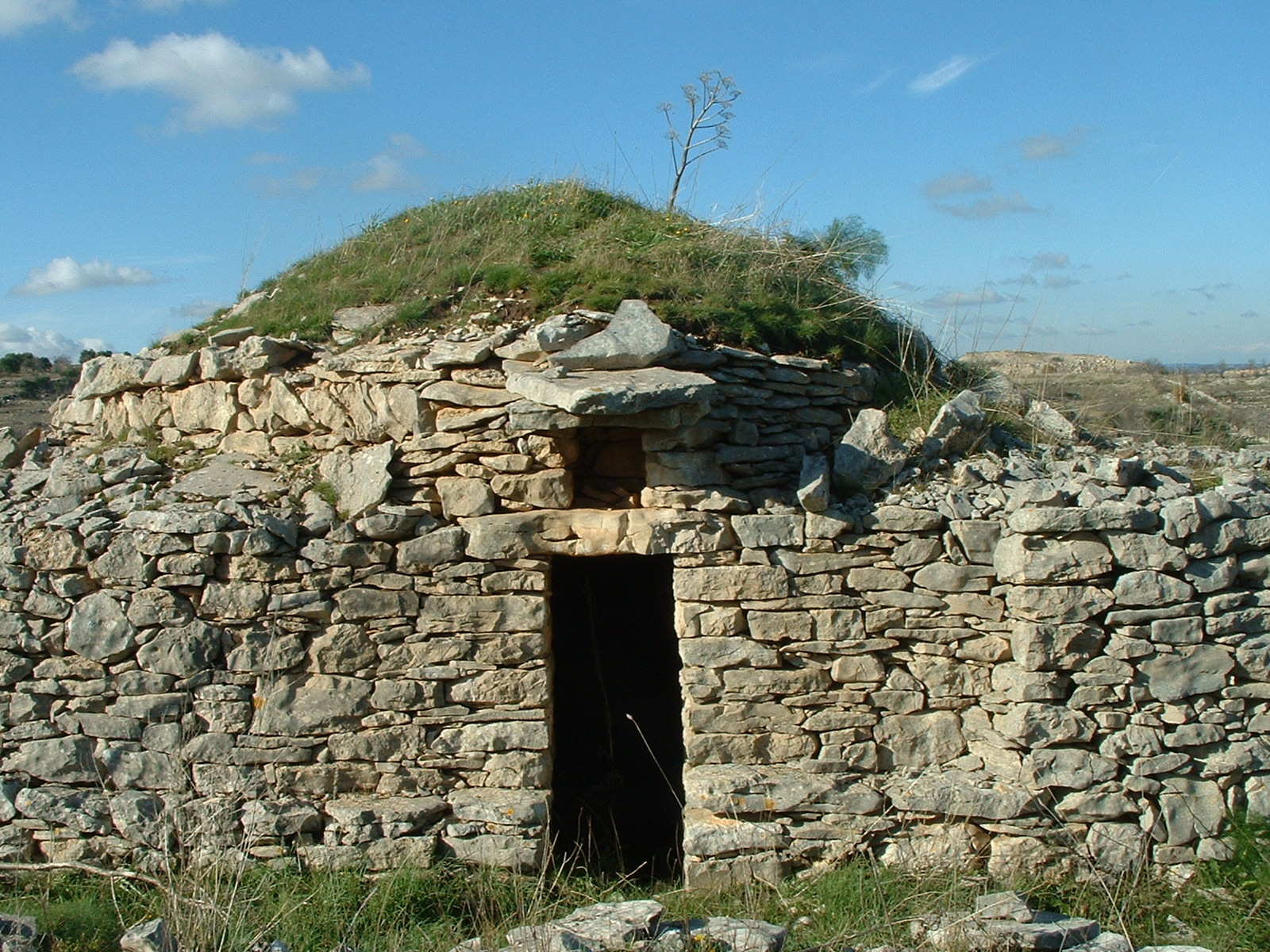
Tipico trullo nell'alta Murgia

Parco nazionale dell'Alta Murgiail parco ha un'estensione di 67.739 ettari, si estende nella provincia di Barletta-Andria-Trani e nella città metropolitana di Bari, sulla parte più elevata dell'Altopiano delle Murge di Nord-Ovest. Coincide con una parte della più estesa Zona di Protezione Speciale istituita per proteggere la Steppa a Graminacee, habitat del Falco Grillaio. (Sito di Importanza Comunitaria).
Parco naturale regionale Lama Balicesi sviluppa nel territorio di Ruvo e, attraversando Bitonto, sfocia a mare in corrispondenza della località Fesca, tra una spiaggia privata e una porzione di terreno incolto. La Lama, lunga ben 37 chilometri, corrisponde al corso prosciugato dell'antico torrente “Tiflis”. Casali medievali, chiese e numerose masserie costellano l'intero percorso di Lama Balice. Alcuni tratti della lama sono bassi e sinuosi, mentre altri sono ripidi e presentano una stratificazione rocciosa molto evidente. La Lama, area di sosta per l'avifauna, è caratterizzata da numerosi tratti coltivati ed altri ricchi di vegetazione naturale (quercia coccifera, leccio e arbusti). L'area della Lama è stata classificata come “Parco Naturale Attrezzato” dalla legge regionale n.21 del 24 marzo 1980 e compresa tra le aree protette regionali della legge 19 del 1997.
Bosco Difesa Grande

### Aree protette della Provincia di Barletta-Andria-Trani
Riserva naturale Salina di Margherita di Savoiala riserva naturale Salina è un'area naturale protetta della Puglia istituita nel 1977. Occupa una superficie di 3.871 ha nella Provincia di Barletta-Andria-Trani.

### Aree protette della provincia di Taranto

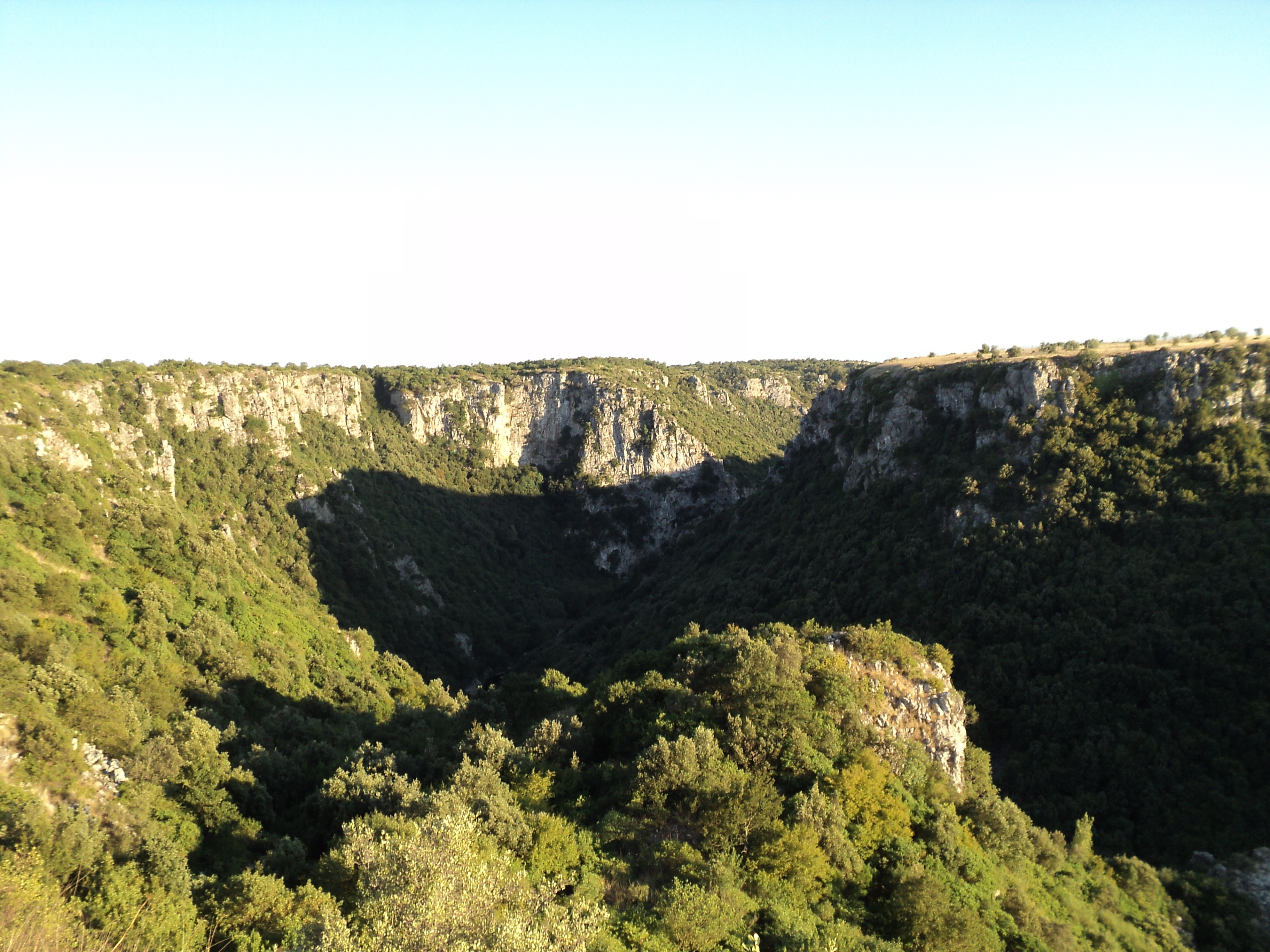
Veduta della Gravina di Laterza

Oasi Palude La Velala palude, sulle sponde del mar Piccolo di Taranto, è un'area naturale protetta di proprietà demaniale a valenza naturalistico-ambientale. L'ambiente è prevalentemente di tipo palustre, con canneto e macchia mediterranea, ampi acquitrini e zone periodicamente sommerse.

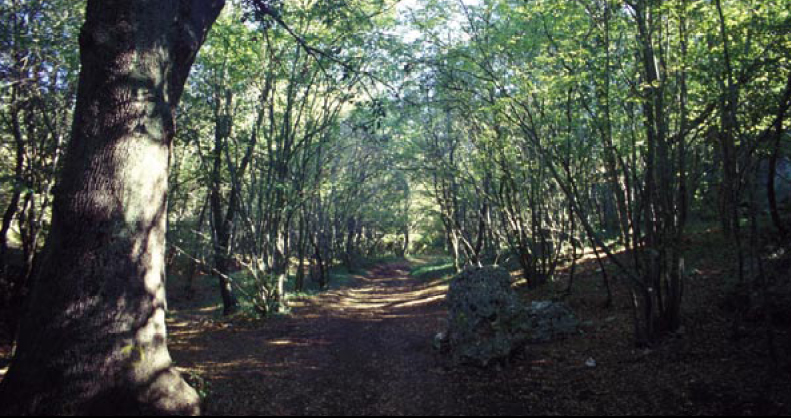
Parco comunale Bosco delle Pianelle

Altre riserve della provincia di Taranto
- Parco naturale Terra delle Gravine
- Riserva naturale Murge Orientali
- Riserva naturale Stornara
- Parco comunale Bosco delle Pianelle
- Riserva naturale regionale orientata del Litorale tarantino orientale
- Salina dei Monaci

### Aree protette della provincia di Brindisi
Riserva naturale statale Torre Guaceto e Riserva naturale marina Torre Guacetola riserva si estende per circa 1.200 ha presentando un fronte marino che si sviluppa per 8.000 m. L'area è configurata come un rettangolo più o meno regolare, con una profondità media di 3.000 metri, attraversata e divisa dalla strada statale 379. Una significativa varietà di ambiti diversificati si succedono in questo tratto costiero per alcune centinaia di metri verso l'entroterra. Al suo interno vi sono piccole zone umide che si formano durante e dopo le piogge e che scompaiono nei periodi più caldi, ed alcune risorgive di acqua dolce anch'esse stagionali.
Parco naturale regionale Dune costiere da Torre Canne a Torre San Leonardoil parco, sulla costa adriatica, presenta habitat e ambienti costieri di elevato interesse naturalistico e paesaggistico, ed è rientrato nel progetto "Habitat prioritari" istituito dalla Direttiva n. 92/43/CEE. Presenta una vegetazione alofila e numerose dune ricoperte da macchia mediterranea, particolare ginepri (Juniperus oxycedrus e Juniperus phoenicea), lecci e garighe di Euphorbia spinosa.
Altre riserve della provincia di Brindisi
- Oasi di protezione dell'invaso artificiale e del parco del Cillarese
- Parco naturale regionale Salina di Punta della Contessa
- Riserva naturale regionale orientata Bosco di Cerano
- Riserva naturale regionale orientata Bosco di Santa Teresa e dei Lucci

### Aree protette della provincia di Lecce

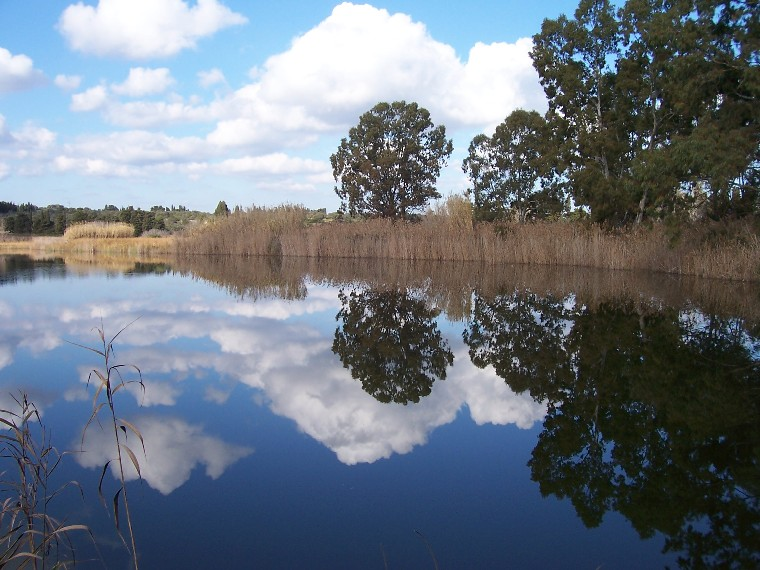
Una veduta dei laghi Alimini

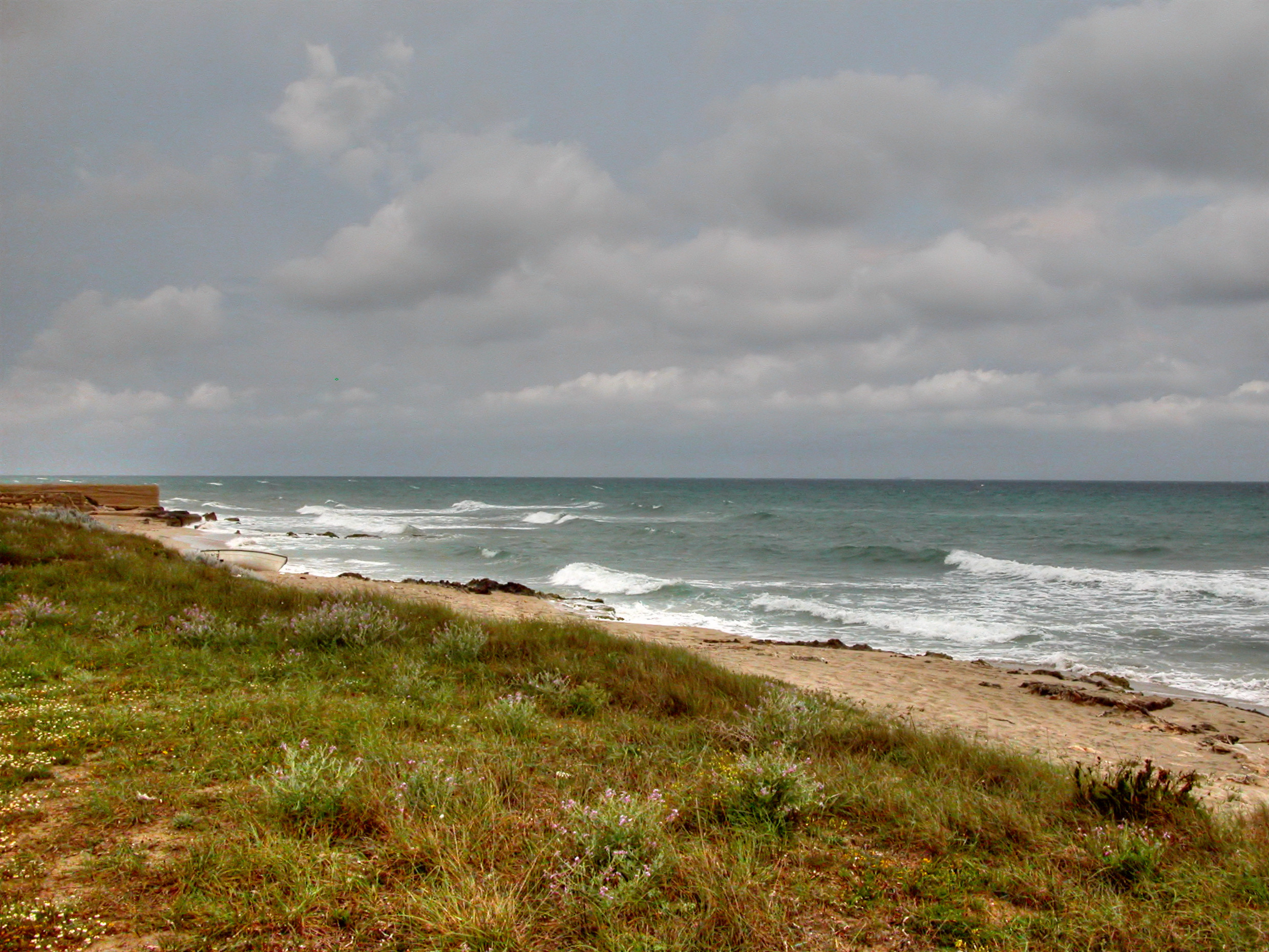
La costa antistante la Riserva naturale Le Cesine

Oasi protetta dei laghi Aliminil'oasi costituisce uno dei luoghi naturali più pregiati del Salento, con un ecosistema che ospita varie specie animali e vegetali e costituiscono una "Zona di Protezione Speciale" (ZPS), proposta come Sito di Importanza Comunitaria europeo (pSIC). Tra i maggiori luoghi di pregio dell'oasi dei laghi Alimini, è da segnalare sulla costa la Baia dei Turchi.
Riserva naturale Le Cesineil nome del parco trae origine dalle "cesine", stagni acquitrinosi sulla costa adriatica, è una zona umida formata dagli stagni Salapi e Pantano Grande, alimentati dalla pioggia e divisi dal mare da dune sabbiose.
Parco di Porto Selvaggio e Palude del Capitanoil parco, istituito nel 2006, comprende sia la zona del parco naturale attrezzato (istituito nel 1980) sia la palude (classificata come area naturale nel 1997). La costa è rocciosa e frastagliata, e caratterizzata da pinete e macchia mediterranea. Lungo il litorale sono dislocate le affascinanti Torre dell'Alto e Torre Uluzzo.
Parco naturale regionale Isola di S. Andrea e litorale di Punta Pizzol'isola, sulla costa ionica, dista poco più di un miglio dal centro storico di Gallipoli. È completamente pianeggiante e la sua altezza massima non supera i tre metri. Questa caratteristica, che porta l'isola ad essere spazzata dai marosi in caso di forte vento, la rende poco adatta ad ospitare una ricca vegetazione.
Parco Costa Otranto - Santa Maria di Leuca e Bosco di Tricaseil parco comprende anche la zona dove sorge il faro di Punta Palascìa, punto più orientale d'Italia. L'istituzione dell'area protetta, dislocata lungo la costa orientale del Salento (costa alta a picco sul mare), mira a conservare e recuperare le specie animali e vegetali; salvaguardare i valori e i beni storico-architettonici; incrementare la superficie e migliorare la funzionalità ecologica degli ambienti naturali.
Parco naturale regionale Litorale di Ugentoistituito nel 2007, il parco tutela una sequenza costiera pregevolissima, costituita da un sistema dunale e retrodunale, da una serie di bacini a marea e canali di collegamento, da una imponente scogliera fossile con gravine e dalla più estesa area di macchia mediterranea del Salento.
Area naturale marina protetta Porto Cesareo.
Riserva naturale San Cataldo.
Parco naturale regionale Bosco e Paludi di Rauccio

## Aree Natura 2000
Sulla base del Decreto 25 marzo 2005, pubblicato sulla Gazzetta Ufficiale della Repubblica Italiana n. 157 dell'8 luglio 2005 e predisposto dal Ministero dell'Ambiente e della Tutela del Territorio e del Mare ai sensi della relativa direttiva CEE, sono stati individuate e proposte diverse aree naturali per il riconoscimento quali "Siti di interesse comunitario" (SIC).
Attualmente, i proposti Siti di Interesse Comunitario nelle province pugliesi sono 77: ne sono stati individuati 32 nella provincia di Lecce, 20 nella provincia di Foggia, 9 nella città metropolitana di Bari, 8 nella provincia di Taranto e altri 8 nella provincia di Brindisi.